# گرباوتسه
گرباوتسه (به صربی: Grbavce) یک منطقهٔ مسکونی در صربستان است که در مدوجا واقع شده‌است. گرباوتسه ۲۷۶ نفر جمعیت دارد.